# Volley-ball aux Jeux olympiques d'été de 2012
Pour des articles plus généraux, voir Volley-ball aux Jeux olympiques et Jeux olympiques d'été de 2012.
Navigation
Pékin 2008 Rio de Janeiro 2016
Les compétitions de volley-ball aux Jeux olympiques d'été de 2012 se déroulent du 28 juillet 2012 au 12 août 2012 à Earls Court et à la Horse Guards Parade à Londres.
Il s'agit de la 13e apparition aux Jeux olympiques pour le volley-ball et de la 5e pour le beach-volley.

## Calendrier
|  | Jours de compétition | ● | Finales |

| Calendrier des épreuves de volley-ball aux Jeux olympiques d'été de 2012 | Calendrier des épreuves de volley-ball aux Jeux olympiques d'été de 2012 | Calendrier des épreuves de volley-ball aux Jeux olympiques d'été de 2012 | Calendrier des épreuves de volley-ball aux Jeux olympiques d'été de 2012 | Calendrier des épreuves de volley-ball aux Jeux olympiques d'été de 2012 | Calendrier des épreuves de volley-ball aux Jeux olympiques d'été de 2012 | Calendrier des épreuves de volley-ball aux Jeux olympiques d'été de 2012 | Calendrier des épreuves de volley-ball aux Jeux olympiques d'été de 2012 | Calendrier des épreuves de volley-ball aux Jeux olympiques d'été de 2012 | Calendrier des épreuves de volley-ball aux Jeux olympiques d'été de 2012 | Calendrier des épreuves de volley-ball aux Jeux olympiques d'été de 2012 | Calendrier des épreuves de volley-ball aux Jeux olympiques d'été de 2012 | Calendrier des épreuves de volley-ball aux Jeux olympiques d'été de 2012 | Calendrier des épreuves de volley-ball aux Jeux olympiques d'été de 2012 | Calendrier des épreuves de volley-ball aux Jeux olympiques d'été de 2012 | Calendrier des épreuves de volley-ball aux Jeux olympiques d'été de 2012 | Calendrier des épreuves de volley-ball aux Jeux olympiques d'été de 2012 | Calendrier des épreuves de volley-ball aux Jeux olympiques d'été de 2012 | Calendrier des épreuves de volley-ball aux Jeux olympiques d'été de 2012 | Calendrier des épreuves de volley-ball aux Jeux olympiques d'été de 2012 |
| Juillet/Août 2012                                                        | Juillet/Août 2012                                                        | Juillet/Août 2012                                                        | 27                                                                       | 28                                                                       | 29                                                                       | 30                                                                       | 31                                                                       | 1                                                                        | 2                                                                        | 3                                                                        | 4                                                                        | 5                                                                        | 6                                                                        | 7                                                                        | 8                                                                        | 9                                                                        | 10                                                                       | 11                                                                       | 12                                                                       |
| ------------------------------------------------------------------------ | ------------------------------------------------------------------------ | ------------------------------------------------------------------------ | ------------------------------------------------------------------------ | ------------------------------------------------------------------------ | ------------------------------------------------------------------------ | ------------------------------------------------------------------------ | ------------------------------------------------------------------------ | ------------------------------------------------------------------------ | ------------------------------------------------------------------------ | ------------------------------------------------------------------------ | ------------------------------------------------------------------------ | ------------------------------------------------------------------------ | ------------------------------------------------------------------------ | ------------------------------------------------------------------------ | ------------------------------------------------------------------------ | ------------------------------------------------------------------------ | ------------------------------------------------------------------------ | ------------------------------------------------------------------------ | ------------------------------------------------------------------------ |
| Indoor                                                                   | Indoor                                                                   | Pictogramme Volley-ball                                                  |                                                                          |                                                                          |                                                                          |                                                                          |                                                                          |                                                                          |                                                                          |                                                                          |                                                                          |                                                                          |                                                                          |                                                                          |                                                                          |                                                                          |                                                                          | ●                                                                        | ●                                                                        |
| Beach                                                                    | Beach                                                                    | Pictogramme Beach-volley                                                 |                                                                          |                                                                          |                                                                          |                                                                          |                                                                          |                                                                          |                                                                          |                                                                          |                                                                          |                                                                          |                                                                          |                                                                          | ●                                                                        | ●                                                                        |                                                                          |                                                                          |                                                                          |
| Juillet/Août 2012                                                        | Juillet/Août 2012                                                        | Juillet/Août 2012                                                        | 27                                                                       | 28                                                                       | 29                                                                       | 30                                                                       | 31                                                                       | 1                                                                        | 2                                                                        | 3                                                                        | 4                                                                        | 5                                                                        | 6                                                                        | 7                                                                        | 8                                                                        | 9                                                                        | 10                                                                       | 11                                                                       | 12                                                                       |

## Résultats

### Podiums
| Épreuves                      | Or | Argent | Bronze |
| ----------------------------- | --- | --- | --- |
| Volley-ball masculin détails  | Russie Nikolay Apalikov Taras Khtey (capitaine) Sergey Grankin Sergey Tetyukhin Aleksandr Sokolov Yuriy Berezhko Aleksandr Butko Dmitri Muserski Dmitri Ilinykh Maksim Mikhailov Aleksandr Volkov Aleksey Obmochayev | Brésil Bruno Rezende Wallace de Souza Sidão Leandro Vissotto Giba (capitaine) Murilo Endres Sérgio Santos Thiago Soares Alves Rodrigão Lucão Ricardo Garcia Dante Amaral                                             | Italie Cristian Savani (capitaine) Luigi Mastrangelo Simone Parodi Samuele Papi Michal Lasko Ivan Zaytsev Dante Boninfante Dragan Travica Alessandro Fei Emanuele Birarelli Andrea Bari Andrea Giovi |
| Volley-ball féminin détails   | Brésil Fabiana Claudino (capitaine) Dani Lins Paula Pequeno Adenízia da Silva Thaísa Menezes Jaqueline Carvalho Fernanda Ferreira Tandara Caixeta Natália Pereira Sheilla Castro Fabiana de Oliveira Fernanda Garay  | États-Unis Danielle Scott-Arruda Tayyiba Haneef-Park Lindsey Berg (capitaine) Tamari Miyashiro Nicole Davis Jordan Larson Megan Hodge Christa Harmotto Logan Tom Foluke Akinradewo Courtney Thompson Destinee Hooker | Japon Hitomi Nakamichi Yoshie Takeshita Mai Yamaguchi Erika Araki (capitaine) Kaori Inoue Maiko Kano Yuko Sano Ai Otomo Risa Shinnabe Saori Sakoda Yukiko Ebata Saori Kimura                         |
| Beach volley masculin détails | Allemagne Julius Brink Jonas Reckermann | Brésil Alison Cerutti Emanuel Rego | Lettonie Mārtiņš Pļaviņš Jānis Šmēdiņš |
| Beach volley féminin détails  | États-Unis Misty May-Treanor Kerri Walsh | États-Unis Jennifer Kessy April Ross | Brésil Juliana Felisberta Larissa França |

### Tableau des médailles
| Rang  | Nation     | Or | Argent | Bronze | Total |
| ----- | ---------- | -- | ------ | ------ | ----- |
| 1     | Brésil     | 1  | 2      | 1      | 4     |
| 2     | États-Unis | 1  | 2      | 0      | 3     |
| 3     | Allemagne  | 1  | 0      | 0      | 1     |
| 3     | Russie     | 1  | 0      | 0      | 1     |
| 5     | Italie     | 0  | 0      | 1      | 1     |
| 5     | Japon      | 0  | 0      | 1      | 1     |
| 5     | Lettonie   | 0  | 0      | 1      | 1     |
| TOTAL | TOTAL      | 4  | 4      | 4      | 12    |